# Spoorlijn Berlijn - Hamburg
De spoorlijn Berlijn - Hamburg ook wel Berlin-Hamburger Bahn genoemd is een Duitse spoorlijn tussen de steden Berlijn en Hamburg en is als lijn 6100 onder beheer van DB Netze. Tot de Duitse eenwording in 1990 was het gedeelte tussen Büchen en Hamburg als spoorlijn 1140 onder beheer van DB Netze.

## Geschiedenis
Het traject werd door de Berlin-Hamburger Eisenbahn-Gesellschaft in fases geopend:
- Berlijn - Boizenburg: 15 oktober 1846
- Boizenburg - Hamburg: 15 december 1846
- Hamburg - Schulterblatt: 16 juli 1866
- Schulterblatt - Altona: 30 september 1865

Het beginpunt in Berlijn was het Berlin Hamburger Bahnhof. Het station werd in 1846 geopend en in 1884 voor reizigersverkeer gesloten nadat dit voortaan op het Lehrter Bahnhof werd afgehandeld. Het Hamburg Berliner Bahnhof in Hamburg was het eindpunt van spoorlijn. Het station werd door Alexis de Chateauneuf in 1844 ontworpen voor de Hamburg-Bergedorfer Eisenbahn. Dit station werd in 1857 geopend en in 1903 gesloten.

### Werkzaamheden
In de periode tussen maart en juni 2009 werden 250.000 dwarsliggers in fases op het hele traject vervangen. Op de betreffende trajecten werd dan enkelsporig gereden. Dit hield in dat een of meer treinen via andere trajecten moesten worden omgeleid.

## Treindiensten
De Deutsche Bahn verzorgt het personenvervoer op dit traject met ICE-, IC-, RE- en RB-treinen.
| Serie    | Treinsoort                               | Route | Bijzonderheden |
| -------- | ---------------------------------------- | --- | --- |
| ICE 1    | InterCityExpress (DB Fernverkehr)        | Köln Hbf – Düsseldorf Hbf – Duisburg Hbf – Essen Hbf – Hamburg Hbf – Hamburg Dammtor – Hamburg-Altona | |
| ICE 20   | InterCityExpress (DB Fernverkehr)        | [ Kiel Hbf – Neumünster ] / [ Hamburg-Altona ] – Hamburg Dammtor – Hamburg Hbf – Lüneburg – Uelzen – Hannover Hbf – Göttingen – Kassel-Wilhelmshöhe – Fulda – Hanau Hbf – Frankfurt (Main) Hbf – [ Frankfurt (Main) Flughafen Fernbahnhof – Mainz Hbf – Wiesbaden Hbf ] / [ Mannheim Hbf – Karlsruhe Hbf – Baden-Baden – Freiburg (Breisgau) Hbf – Basel Bad Bf – Basel SBB – Zürich Hbf ] | Rijdt elke twee uur. |
| ICE 22   | InterCityExpress (DB Fernverkehr)        | [ [ Kiel Hbf – Neumünster ] / [ Hamburg-Altona ] – Hamburg Dammtor – Hamburg Hbf ] / [ Oldenburg (Oldb) Hbf – Bremen Hbf ] – Hannover Hbf – Kassel-Wilhelmshöhe – Frankfurt (Main) Hbf – Frankfurt (Main) Flughafen Fernbahnhof – Mannheim Hbf – Stuttgart Hbf | Rijdt elke twee uur. Één trein per dag van/naar Oldenburg. |
| ICE 25   | InterCityExpress (DB Fernverkehr)        | [ [ Kiel Hbf – Neumünster ] / [ Hamburg-Altona ] – Hamburg Dammtor – Hamburg Hbf – ] / [ Oldenburg (Oldb) Hbf – Bremen Hbf – ] Hannover Hbf – Göttingen – Kassel-Wilhelmshöhe – Fulda – Würzburg Hbf – [ Nürnberg Hbf – ] / [ Treuchtlingen – Donauwörth – Augsburg Hbf – München-Pasing ] / [ Ingolstadt Hbf ] – München Hbf – Tutzing – Murnau – Oberau – Garmisch-Partenkirchen | Rijdt elk uur tussen Hamburg en München. Elke twee uur een vleugeltrein naar/van Oldenburg. Enkele treinen via Augsburg. Één trein per dag door naar Garmisch-Partenkirchen.                  |
| ICE 28   | InterCityExpress (DB Fernverkehr)        | [ Hamburg-Altona – Hamburg Dammtor – Hamburg Hbf – Ludwigslust – Wittenberge – Berlin Spandau ] / [ [ Warnemünde – Rostock Hbf – Waren (Müritz) – Neustrelitz Hbf ] / [ Ostseebad Binz – Stralsund Hbf – Greifswald – Züssow – Anklam – Pasewalk – Prenzlau – Angermünde – Eberswalde ] – Berlin Gesundbrunnen ] – Berlin Hbf – Berlin Südkreuz – Lutherstadt Wittenberg – Leipzig Hbf – Naumburg (Saale) Hbf – [ Erfurt Hbf – Gotha – Eisenach ] / [ Jena Paradies – Saalfeld (Saale) – Lichtenfels – Bamberg – Erlangen – Nürnberg Hbf – [ Ingolstadt Hbf ] / [ Augsburg Hbf – München-Pasing ] – München Hbf – Tutzing – Murnau – Oberau – Garmisch-Partenkirchen – Mittenwald – Seefeld – Innsbruck Hbf ] | Elk uur tussen Hamburg en Leipzig. Twee treinen per dag naar Innsbruck. |
| ICE 31   | InterCityExpress (DB Fernverkehr)        | Hamburg-Altona – Hamburg Dammtor – Hamburg Hbf – Hamburg-Harburg – Bremen Hbf – Osnabrück Hbf – Münster Hbf – Dortmund Hbf – Hagen Hbf – Wuppertal Hbf – Solingen Hbf – Köln Hbf – Bonn Hbf – Koblenz Hbf – Bingen (Rhein) Hbf – Mainz Hbf – Frankfurt (Main) Flughafen Fernbahnhof – Frankfurt (Main) Hbf – Hanau Hbf – Würzburg Hbf – Nürnberg Hbf – Ingolstadt Hbf – München Hbf | Elk uur tussen Hamburg en Frankfurt. Éénmaal per twee uur tussen Frankfurt en Nürnberg. Enkele treinen door tot München.                                                                      |
| ICE 91   | InterCityExpress (DB Fernverkehr)        | [ Hamburg-Altona – Hamburg Dammtor – Hamburg Hbf – Hamburg-Harburg – Hannover Hbf – Kassel-Wilhelmshöhe – Fulda ] / [ [ Hamburg Hbf – Hamburg-Harburg – Bremen Hbf – Osnabrück Hbf – Münster (Westf) Hbf – Dortmund Hbf – Hagen Hbf – Wuppertal Hbf – Solingen Hbf ] / [ Dortmund Hbf – Bochum Hbf – Essen Hbf – Duisburg Hbf – Düsseldorf Hbf ] – Köln Hbf – Bonn Hbf – Koblenz Hbf – Mainz Hbf – Frankfurt (Main) Flughafen Fernbahnhof – Frankfurt (Main) Hbf – Hanau Hbf ] – Würzburg Hbf – Nürnberg Hbf – Regensburg Hbf – Plattling – Passau Hbf – Wels Hbf – Linz Hbf – St. Pölten Hbf – Wien Meidling – Wien Hbf – Flughafen Wien-Schwechat                                                           | Rijdt elke twee uur tussen Frankfurt en Wenen. Enkele treinen vanaf Hamburg via Dortmund. Één trein vanaf Hamburg via Hannover.                                                               |
| IC 26    | Intercity (DB Fernverkehr)               | [ [ Westerland (Sylt) – Husum ] / [ Hamburg-Altona ] – Hamburg Dammtor ] / [ Ostseebad Binz – Stralsund Hbf – Rostock Hbf – Bützow – Bad Kleinen – Schwerin Hbf ] – Hamburg Hbf – Hamburg-Harburg – Lüneburg – Uelzen – Celle – Hannover Hbf – Göttingen – Kassel-Wilhelmshöhe – [ Marburg (Lahn) – Gießen – Frankfurt (Main) Hbf – Darmstadt Hbf – Bensheim – Weinheim (Bergstraße) – Heidelberg Hbf – Bruchsal – Karlsruhe Hbf ] / [ Fulda – Würzburg Hbf – Ansbach – Augsburg Hbf – [ Buchloe – Kempten (Allgäu) Hbf – Immenstadt – Oberstdorf ] / [ München Ost – Rosenheim – [ Prien a Chiemsee – Traunstein – Freilassing – Berchtesgaden ] / [ Kufstein – Innsbruck Hbf ] ]                            | Enkele treinen vanaf Binz en Westerland, enkele treinen vanaf Kassel richting Augsburg. |
| IC/EC 27 | Intercity/Eurocity (DB Fernverkehr)      | [ Westerland (Sylt) – Husum – Hamburg-Altona – Hamburg Dammtor – Hamburg Hbf – Büchen – Ludwigslust – Wittenberge – Berlin Spandau ] / [ [ Rostock Hbf – Waren (Müritz) – Neustrelitz Hbf ] / [ Ostseebad Binz – Stralsund Hbf – Greifswald – Züssow – Pasewalk – Angermünde ] – Berlin Gesundbrunnen ] – Berlin Hbf – Berlin Südkreuz – Dresden Hbf – Bad Schandau – Děčín hl. n. – Ústí nad Labem hl. n. – Praha-Holešovice – Praha hl. n. – Pardubice hl. n. – Česká Třebová – Brno hl. n. – Břeclav – Kúty – Bratislava hl. st. – Nové Zámky – Štúrovo – Szob – Nagymaros-Visegrád – Vác – Budapest Keleti                                                                                                | 1 trein per dag tussen Westerland en Berlijn, tussen Binz/Rostock en Berlijn alleen 's zomers.                                                                                                |
| IC/EC 30 | Intercity (DB Fernverkehr)               | [ [ Westerland (Sylt) – Husum ] / [ Hamburg-Altona ] – Hamburg Dammtor ] / [ Ostseebad Binz – Stralsund Hbf – Rostock Hbf – Bützow – Bad Kleinen – Schwerin Hbf ] – Hamburg Hbf – Hamburg-Harburg – Bremen Hbf – Osnabrück Hbf – Münster Hbf – Dortmund Hbf – Bochum Hbf – Essen Hbf – Duisburg Hbf – Düsseldorf Hbf – Köln Hbf – Bonn Hbf – Remagen – Andernach – Koblenz Hbf – Mainz Hbf – Mannheim Hbf – [ Heidelberg Hbf – Vaihingen (Enz) – Stuttgart Hbf ] / [ Karlsruhe Hbf – Baden-Baden – Freiburg (Breisgau) Hbf – Basel Bad Bf – Basel SBB – Zürich Hbf – Sargans – Landquart – Chur ] | Enkele treinen vanaf Binz en Westerland tot Stuttgart. |
| IC 31    | Intercity (DB Fernverkehr)               | [ [ Kiel Hbf – Neumünster ] / [ Hamburg-Altona ] – Hamburg Dammtor ] / [ Fehmarn-Burg – Oldenburg (Holst) – Lübeck Hbf ] – Hamburg Hbf – Hamburg-Harburg – Bremen Hbf – Osnabrück Hbf – Münster Hbf – Dortmund Hbf – Hagen Hbf – Wuppertal Hbf – Solingen Hbf – Köln Hbf – Bonn Hbf – Remagen – Andernach – Koblenz Hbf – Boppard Hbf – Bingen (Rhein) Hbf – Mainz Hbf – Frankfurt (Main) Flughafen Fernbahnhof – Frankfurt (Main) Hbf – Hanau Hbf – Würzburg Hbf – Nürnberg Hbf – Regensburg Hbf – Plattling – Passau Hbf | Twee treinen per dag per richting. 's Zomers één trein vanaf Fehmarn. |
| IC 56    | Intercity (DB Fernverkehr)               | [ [ Norddeich Mole ] / [ Emden Außenhafen ] – Emden Hbf – Leer (Ostfriesl) – Oldenburg (Oldb) Hbf – Bremen Hbf – Hannover Hbf – Braunschweig Hbf ] / [ Warnemünde – Rostock Hbf – Bützow – Bad Kleinen – Schwerin Hbf – Ludwigslust – Wittenberge – Stendal Hbf ] – Magdeburg Hbf – [ Halle (Saale) Hbf – Leipzig Hbf ] / [ Brandenburg Hbf – Potsdam Hbf – Berlin Hbf – Berlin Ostbahnhof – Cottbus ] | Eén trein per dag vanaf Magdeburg Hbf naar Cottbus. Eén trein per dag vanaf Warnemünde. Tussen Norddeich Mole en Bremen Hbf worden ook plaatsbewijzen van het regionale verkeer geaccepteerd. |
| IC/EC 76 | Intercity (DB Fernverkehr)               | Hamburg Dammtor – Neumünster – Rendsburg – Schleswig – Flensburg – Padborg – Kolding – Fredericia – Vejle – Horsens – Skanderborg – Århus H | |
| FLX 20   | FLX (Flixtrain)                          | Köln Hbf – Düsseldorf Hbf – Duisburg Hbf – Essen Hbf – Gelsenkirchen Hbf – Münster Hbf – Osnabrück Hbf – Hamburg-Harburg – Hamburg Hbf | [ 2 ] |
| RE 1     | Regional-Express (DB Regio)              | Hamburg Hbf – Büchen – Hagenow Land – Schwerin Hbf – Bad Kleinen – Bützow – Rostock Hbf | Hanse-Express 1x per twee uur, 1x per uur in de spits |
| RE 2     | Regional-Express (Ostdeutsche Eisenbahn) | Wismar – Bad Kleinen – Schwerin Hbf – Ludwigslust – Wittenberge – Berlin-Spandau – Berlin Zoologischer Garten – Berlin Hbf – Berlin Ostbahnhof – Königs Wusterhausen – Lübbenau (Spreewald) – Cottbus | |
| RE 6     | Regional-Express (DB Regio)              | Wittenberge – Pritzwalk – Wittstock (Dosse) – Kremmen – Hennigsdorf (b Berlin) – Berlin-Spandau – Berlin Gesundbrunnen | Prignitz-Express |
| RE 7     | Regional-Express (DB Regio)              | Hamburg Hbf – Hamburg Dammtor – Elmshorn – Neumünster – Rendsburg – Schleswig – Flensburg | Schleswig-Holstein-Express |
| RE 70    | RegionalExpress (DB Regio Nord)          | Hamburg Hbf – Hamburg Dammtor – Pinneberg – Elmshorn – Wrist – Neumünster – Bordesholm – Kiel Hbf | |
| RB 10    | Regionalbahn (DB Regio)                  | Berlin Südkreuz – Berlin Hbf – Berlin-Spandau – Nauen | |
| RB 11    | Regionalbahn (DB Regio Nord)             | Aumühle – Friedrichsruh – Schwarzenbek – Müssen – Büchen | |
| RB 14    | Regionalbahn (DB Regio)                  | Schönefeld (bei Berlin) – Berlin Ostbahnhof – Berlin Hbf – Berlin-Spandau – Nauen | |
| RB 14    | Regionalbahn (Ostdeutsche Eisenbahn)     | Hagenow Stadt – Hagenow Land – Ludwigslust – Spornitz – Parchim | |

Tussen 1958 en 1997 maakte de S-Bahn van Hamburg tussen de stations Hamburg Berliner Tor en Aumühle ook gebruik van de lijn, hiertoe was deze voorzien van stroomvoorziening middels een derde rail. Na de hereniging van Duitsland en het sterk toenemende verkeer tussen Berlijn en Hamburg werd er de aparte lijn DB 1244 tussen Hamburg Hauptbahnhof en Aumühle gebouwd ten behoeve van de S-Bahn.

## Aansluitingen

overzicht stations in Hamburg: blauw: voormalig, rood: huidig

In de volgende plaatsen is of was er een aansluiting op de volgende spoorlijnen:
Berlijn-Spandau
DB 6025, spoorlijn tussen Berlin Westkreuz en Berlin-Spandau
DB 6107, spoorlijn tussen Berlijn en Lehrte
DB 6109, spoorlijn tussen Berlin Ostbahnhof en Berlin-Spandau
DB 6179, spoorlijn tussen de aansluiting Berlin-Charlottenburg en Wustermark
DB 6185, spoorlijn tussen Berlijn en Oebisfelde
DB 6556, spoorlijn tussen Bötzow en Berlin-Spandau
aansluiting Finkenkrug
DB 6098, spoorlijn tussen de aansluiting Finkenkrug en Falkenhagen
Brieselang
DB 6099, spoorlijn tussen Brieselang en Falkenhagen
DB 6101, spoorlijn tussen Brieselang en de aansluiting Hasselberg
Nauen
DB 6105, spoorlijn tussen Priort en Nauen
DB 6505, spoorlijn tussen Nauen en Oranienburg
DB 6508, spoorlijn tussen Nauen en Röthehof
DB 6509, spoorlijn lijn tussen Nauen en Velten
Paulinenaue
DB 6948, spoorlijn tussen Paulinenaue en Neuruppin
Neustadt (Dosse)
DB 6512, spoorlijn tussen Brandenburg en Neustadt
DB 6938, spoorlijn tussen Neustadt en Meyenburg
DB 6946, spoorlijn tussen Neustadt en Herzberg
Glöwen
lijn tussen Glöwen en Havelberg
Wittenberge
DB 1151, spoorlijn tussen Wittenberge en Jesteburg
DB 6401, spoorlijn tussen Stendal en Wittenberge
DB 6941, spoorlijn tussen Wittenberge en Buschhof
Karstädt
DB 6944, spoorlijn tussen Perleberg Süd en Perleberg Nord
Ludwigslust
DB 6935, spoorlijn tussen Ludwigslust en Waren
DB 6441, spoorlijn tussen Dömitz en Wismar
Hagenow Land
DB 6442, spoorlijn tussen Hagenow Land en Holthusen
DB 6928, spoorlijn tussen Hagenow Land en Bad Oldesloe
Brahlstorf
lijn tussen Brahlstorf en Neuhaus
Boizenburg (Elbe)
DB 6959, spoorlijn tussen Boizenburg en Boizenburg Stadt
Büchen
DB 1121, spoorlijn tussen Lübeck en Büchen
DB 1150, spoorlijn tussen Lüneburg en Büchen
Schwarzenbek
DB 1141, spoorlijn tussen Schwarzenbek en Bad Oldesloe
aansluiting Hamburg-Allermöhe
DB 1280, spoorlijn tussen Buchholz en de aansluiting Allermöhe
aansluiting Hamburg-Billwerder-Moorfleet
DB 1280, spoorlijn tussen Buchholz en de aansluiting Allermöhe
Hamburg-Rothenburgsort
DB 1280, spoorlijn tussen Buchholz en de aansluiting Allermöhe
DB 1291, spoorlijn tussen de aansluiting Rothenburgsort en de aansluiting Ericus
Hamburg Hauptbahnhof
DB 1120 spoorlijn tussen Lübeck en Hamburg
DB 1240, spoorlijn tussen Hamburg Hauptbahnhof en Hamburg-Altona
DB 1241, spoorlijn tussen Hamburg Hauptbahnhof en Hamburg-Poppenbüttel
DB 1244, spoorlijn tussen Hamburg Hauptbahnhof en Aumühle
DB 1245, spoorlijn tussen de aansluiting Rothenburgsort en Hamburg Hauptbahnhof
DB 1250, spoorlijn tussen aansluiting Norderelbbrücke en Hamburg Hauptbahnhof
DB 1270, spoorlijn tussen Hamburg Hauptbahnhof en Hamburg Diebsteich
DB 1271, spoorlijn tussen Hamburg Hauptbahnhof en Hamburg-Neugraben
DB 2200, spoorlijn tussen Wanne-Eickel en Hamburg
aansluiting Rainweg
DB 1232, spoorlijn tussen de aansluiting Rainweg en Hamburg-Eidelstedt
Hamburg-Altona
DB 1220, spoorlijn tussen Hamburg-Altona en Kiel
DB 1222, spoorlijn tussen Hamburg-Altona Kai en Hamburg-Altona
DB 1224, spoorlijn tussen Hamburg-Altona en Blankenese
DB 1231, spoorlijn tussen Hamburg-Altona en Hamburg-Langenfeld
DB 1240, spoorlijn tussen Hamburg Hauptbahnhof en Hamburg-Altona
DB 1270, spoorlijn tussen Hamburg Hauptbahnhof en Hamburg Diebsteich

## Elektrificatie
Het traject werd in 1997 geëlektrificeerd met een wisselspanning van 15.000 volt 16⅔ Hz.